# Морселли, Энрико
Энрико-Агостино Морселли (итал. Enrico Morselli; 17 июля 1852, Модена — 18 февраля 1929, Генуя) — итальянский психиатр и антрополог, психоаналитик, философ

, педагог, доктор медицины (с 1881), профессор психиатрии, нейропатологии и экспериментальной психологии медицинского университета в Генуе. Представитель позитивной и эволюционистической философии в Италии.

## Биография
Степень доктора наук получил в 1881 году в университете Модены. Преподавал курс антропологии и криминальной социологии в университетах Турина и Генуи.
Один из инициаторов реформы психиатрической помощи в Италии, а также введения трудовой терапии в психиатрических больницах. Первая в Италии лаборатория экспериментальной психиатрии была создана по его инициативе и непосредственном участии.
Длительное время занимался вопросами травматических неврозов, афазии и эпилепсии, изучал эпидимиологические проблемы самоубийств в Европе. Утверждал, что самоубийство, в первую очередь, это результат борьбы за жизнь и природный эволюционный процесс.
В 1883 году ввёл термин параноидальная конституция. Детально описал оригинальную классификацию психических заболеваний.
В 1886 году ввёл термин дисморфофобия и описал эту фобию с симптомом зеркала, а также тафефобию, то есть страха быть погребённым заживо.
Морселли был евгенистом, некоторые из его трудов лежат в русле теории научного расизма.
Во время расцвета спиритуализма проводил серьёзные исследования и опыты с медиумом Э. Палладино.
Был председателем итальянского общества неврологии и психиатрии. В 1926 году опубликовал 2-томный труд «La Psicanalisi», в котором детально проанализировал и подверг серьёзной критике теорию Фрейда.
Основал и редактировал с 1881 до 1892 год журнал «Rivista di filosofia scientifica».
В 1926 году издал первый в Италии учебник по психоанализу.

## Избранные труды
- «La Trasfusione del Sangue» (Турин-Рим, 1874),
- «Il Suicidio, Saggio di statistica morale comparata» (Милан, 1879);
- «Der Selbstmord» («Internat, wissenschaftl. Bibliothek», VI, Лпц., 1881),
- «Suicide: An Essay on Comparative Moral Statistics» (1881)
- «A Guide to the Semiotics of Mental Illness (Manuale di semeiotica delle malattie mentali)» (1895)
- «Antropologia generale — Lezioni sull’Uomo secondo la Teoria dell’Evoluzione» (Турин, 1889—1899)
- «Eusapia Paladino and the Genuineness of Her Phenomena». Annals of Psychical Science 5: 319—360, 399—421 (1907)
- «Psicologia e „Spiritismo“: Impressioni e Note Critiche sui Fenomeni Medianici di Eusapia Palladino» (2 тома). Turin: Fratelli Bocca.(1908)